# Schéma hydraulique
Un schéma hydraulique est la représentation graphique d'un ensemble de canalisations et de composants hydrauliques; il est destiné à présenter les liaisons entre les composants d'une installation hydraulique, leurs spécifications et les contraintes d'implantation.
La norme ISO 1219 définit la symbolique et la schématisation des circuits hydrauliques et pneumatiques,. 